# Michael Weston

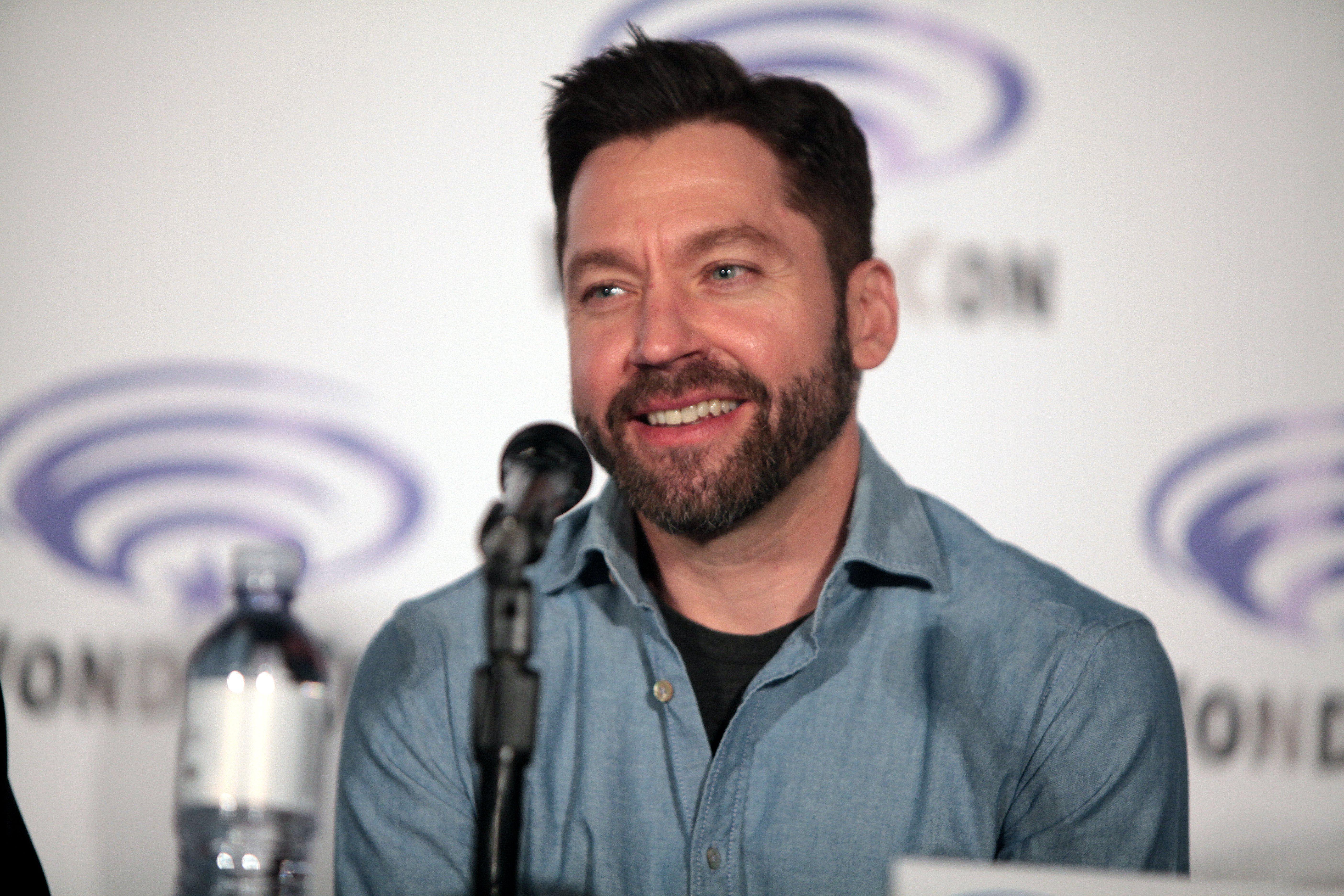
Michael Weston, 2016.

Michael Weston, ursprungligen Rubinstein, född 25 oktober 1973 i New York, New York, är en amerikansk skådespelare.

## Filmografi i urval
- 1999 – Getting To Know You
- 2000 – Cherry Falls
- 2000 – Coyote Ugly
- 2000 – Sally
- 2000 – Lucky Numbers
- 2002 – Evil Alien Conquerors
- 2002 – Hart's War
- 2002 – Wishcraft
- 2003 – Final Draft
- 2004 – Garden State
- 2004 – Helter Skelter
- 2005 – The Dukes Of Hazzard
- 2006 – Looking For Sunday
- 2006 – The Last Kiss
- 2006 – Wedding Daze
- 2007 Psych, avsnitt Cloudy... With a Chance of Murder (gästroll i TV-serie)
- 2007 Scrubs (gästroll i TV-serie)
- 2008 – Pathology
- 2009 – Crank: High Voltage
- 2009 – Burn Notice
- 2020 – Home Before Dark (TV-serie)